# عامل گیج
عامل گیج (GF) یا عامل کرنش مفهومی در ارتباط با کرنش‌سنج است که با نسبت تغییرات نسبی در مقاومت الکتریکی R به کرنش مکانیکی ε تعریف می‌شود. بیان فرمول عامل گیج به این صورت است:
{\displaystyle GF={\frac {\frac {\Delta R}{R}}{\varepsilon }}={\frac {\frac {\Delta \rho }{\rho }}{\varepsilon }}+1+2\nu }
که در آن
- ε = کرنش = {\displaystyle \Delta L/L_{0}}
  - {\displaystyle \Delta L} = قدر مطلق تغییر طول
  - {\displaystyle L_{0}} = طول اولیه
- ν = نسبت پواسون
- ρ = مقاومت
- ΔR = تغییرات مقاومت کرنش سنج
- R  = مقاومت اولیه کرنش سنج

## اثر فشارمقاومتی
این یک باور غلط است که تغییرات مقاومت کرنش سنج صرفاً و یا بیشتر، به مؤلفه‌های هندسی وابسته است.  این برای برخی از مواد صادق است ({\displaystyle \Delta \rho =0})، که فاکتور گیج ساده می‌شود به:
{\displaystyle GF=1+2\nu }
با این وجود، اغلب کرنش سنج‌های تجاری از مقاومت‌های ساخته شده از موادی اند که اثر فشارمقاومتی بالایی نشان می دهند. مقاومت این مواد با کرنش، طبق تعریف معادله بالا، تغییر می‌کند. در کرنش سنج کنستانتان (آلیاژی از مس و نیکل) که متداول‌ترین شکل کرنش سنج‌های تجاری است، این اثر 20 درصد روی عامل گیج مؤثر است، اما در کرنش سنج‌های سیلیکونی سهم مؤلفه فشارمقاومتی خیلی بزرگتر از مؤلفه‌های هندسی است. این رفتار را برای کرنش سنج‌های عمومی در زیر می‌توان دید:
| ماده                                     | عامل گیج      |
| ---------------------------------------- | ------------- |
| کرنش سنج فویل فلزی                       | 2-5           |
| فیلم نازک فلزی (به عنوان مثال کنستانتان) | 2             |
| سیلیکون تک کریستال                       | -125 تا + 200 |
| پلی سیلیکون                              | ±30           |
| مقاومت‌های فیلم ضخیم                      | 100           |
| ژرمانیوم نوع p                           | 102           |

## اثر دما
تعریف عامل گیج بر دما متکی نیست؛ با این حال، عامل گیج مقاومت را تنها به کرنش مرتبط می‌سازد با این شرط که اثرات دمایی دخالت نداشته باشند. در عمل، در شرایطی که  تغییرات دما و یا گرادیان دمایی وجود داشته باشد، معادله مشتق مقاومت یک مؤلفه دما پیدا می‌کند. کل اثر چنین است:
{\displaystyle {\frac {\Delta R}{R}}=GF\varepsilon +\alpha \theta }
که در آن
- α = ضریب دما
- θ = تغییر دما